# مانوئل گومس پدراسا
منوئل گومز پدرازا (اسپانیایی: Manuel Gómez Pedraza‎؛ ۲۲ آوریل ۱۷۸۹ – ۱۴ مه ۱۸۵۱) سیاستمدار، وزیر، ژنرال اهل مکزیک، و رئیس‌جمهور کشورش از ۱۸۳۲ تا ۱۸۳۳ میلادی بود.